# Adolf Bele
Adolf Bele (Zagreb, 8. svibnja 1941.) hrvatski je povjesničar umjetnosti, novinar, ufolog i pisac.

## Životopis
Adolf Bele je 1967. diplomirao na Filozofskom fakultetu u Zagrebu u grupi Povijest umjetnosti – Psihologija. Paralelno je odslušao dvije godine Filozofije i Indologije. Na Fakultetu političkih znanosti u Zagrebu diplomirao je 1974. studij novinarstva.
Još za vrijeme studija, a i kasnije, profesionalno se bavio motocrossom. Osvojio je prvenstvo Hrvatske i 1966. prvenstvo Slovenije u klasi od 250 ccm. Kao natjecatelj - profesionalac, reprezentativac Jugoslavije i novinar, proputovao je gotovo čitavu Europu.
Nakon studija i odsluženja vojnog roka, 1969. godine odlazi na privremeni rad u SR Njemačku. Radi u brodogradilištu u Hamburgu, a potom u raznim građevinskim tvrtkama diljem Njemačke kao prevoditelj i tumač za njemački jezik.
Po povratku u Jugoslaviju, zapošljava se 1974. godine kao novinar u Borbi. Od 1974. godine radi u NIGRO "Zadružna štampa" kao direktor OOUR-a "Poljoprivredni vjesnik".
Interes za ufologiju pokazivao je još za vrijeme studentskih dana, potaknut bliskim susretima kojim obiluje indijska mitologija. Unatrag nekoliko godina piše o bliskim susretima u tjedniku "Vikend".

## Bibiliografija
- Bele, Adolf: Misterij letećih tanjura, Zagreb: IROS, 1987.
- Bele, Adolf: Singularitet Svetog Trojstva ili Povratak Bogu / Juda Probuđeni – Peccator, Zagreb: Prometej, 2001. ISBN 953-6460-15-7
- Bele, Adolf: Izbavi nas iz pakla droge, Gospodine!, Zagreb: Glas Koncila, 2008. ISBN 978-953-241-112-6
- Bele, Adolf: AAMK Sveučilište Zagreb : 60 godina : 1950-2010, Zagreb : AAMK Sveučilište, 2010. ISBN 978-953-56302-0-3

## Vanjske poveznice
- Katalog Knjižnica grada zagreba: Adolf Bele (bibliografija)
- IKA: »18 portreta pape Wojtyle Jasne Dapas«
- magicus.info – Leteći tanjuri nad Hrvatskom